# Leo Esaki

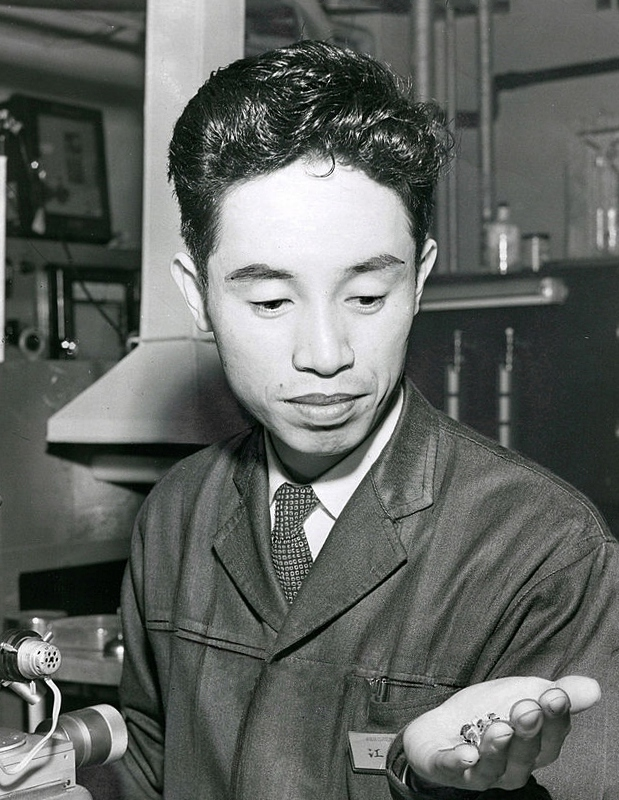
Leo Esaki präsentiert 1959 die „Esaki-Diode“.

Leo Esaki (jap. 江崎 玲於奈, Esaki Reona; * 12. März 1925 in der Präfektur Osaka) ist ein japanischer Physiker. Bekannt wurde er durch die Erfindung der Esaki-Diode.
Esaki studierte Physik an der Universität Tokio und machte 1947 seinen Bachelor of Science, 1959 erreichte er den akademischen Grad Doktor und wurde mit dem Asahi-Preis ausgezeichnet. Ab 1956 war er Wissenschaftler bei Sony und ab 1960 bis 1992  bei IBM an deren Thomas J. Watson Research Center. 1992 bis 1998 war er Präsident der Universität Tsukuba. 2000 bis 2005 war er Präsident des Shibaura Institute of Technology und ab 2006 des Yokohama College of Pharmacy.
Leo Esaki erhielt 1973 zusammen mit Ivar Giaever und Brian David Josephson den Physik-Nobelpreis für experimentelle Entdeckungen, die das Tunnel-Phänomen in Halb- beziehungsweise Supraleitern betrafen. 1974 wurde er als Bunka Kōrōsha, als Person mit besonderen kulturellen Verdiensten geehrt und zugleich mit dem vom Kaiser verliehen Kulturorden ausgezeichnet. 1991 erhielt er die IEEE Medal of Honor und 1998 den Japan-Preis.
Seit 1974 ist er Mitglied der American Academy of Arts and Sciences, seit 1976 der National Academy of Sciences, seit 1991 der American Philosophical Society und seit 1994 der Russischen Akademie der Wissenschaften. 1985 erhielt er den International Prize of New Materials der American Physical Society. 1998 wurde der Asteroid (6920) Esaki nach ihm benannt.